# Franz Kühnert
Franz Emanuel Kühnert (geboren 19. Juli 1852 in Wien; gestorben 25. September 1918 ebenda) war ein österreichischer Astronom und Sinologe.

## Biografie
Kühnert war Mathematiker und Naturwissenschafter. 1875 wurde er Assistent des k. k. Gradmessungs-Bureaus unter der Leitung von Theodor von Oppolzer. 1885 promovierte er in Astronomie. Aufgrund des Interesses Oppolzers an den Beschreibungen von Eklipsen (Sonnen- und Mondfinsternissen) auch im alten China begann Kühnert ein Studium der chinesischen Sprache.
Eine Sentenz von Kühnert über die Stellung der Astronomie in China diente Joseph Needham als Epigraf zum dritten Band seines Werkes Science and Civilisation in China und wurde in der Folge mehrfach wieder zitiert:

„Diese ganze Einrichtung des chinesischen Kalenderwesens mit allen diesbezüglichen Vorkehrungen lässt uns gleichfalls einen Blick in die hervorragende Geistesrichtung dieses Volkes werfen; und wahrscheinlich sind die Chinesen auch deshalb in den Augen manches Europäers Barbaren, weil sie sich unterfangen, die Astronomen – ein höchst unnützes Völkchen nach der Ansicht dieser Erdenpilger im hoch culturellen Westen – im Range gleichzuhalten den Sectionschefs und ersten Ministerialsecretären. – O grässliche Barbarei! –“

Im Jahr 1891 wurde Kühnert nach dem Tod von August Pfizmaier Privatdozent und 1898 Professor für Chinesisch an der Universität Wien. Damit war er der erste Inhaber eines rein sinologischen Lehrstuhles an der Universität Wien, an der er von 1891 bis 1918 lehrte. In den Jahren 1892/1893 und 1895 finanzierte das Ministerium für Cultus und Unterricht Kühnert Aufenthalte für das Sprachstudium in Beijing, Nanjing und Shanghai, wo er sich mit verschiedenen chinesischen Dialekten befasste.
Erwin Ritter von Zach war ein Schüler von Kühnert.

## Werke (Auswahl)
- Das Kalenderwesen bei den Chinesen (1888)
- Über den Rhythmus im Chinesischen (1896).
- Das Geistesleben der Chinesen in Schrift und Sprache (1888).
- Die Partikel si in Lao-tsi’s Taó-tek-king (1891).
- Ueber die Bedeutung der drei Perioden Tschang, Pu und Ki, sowie über den Elementen und den sogenannten Wahlcyclus bei den Chinesen (1892).
- Die Chinesische Sprache zu Nanking (1894).
- Die Philosophie des Kongdsy (Confucius) auf Grund des Urtextes. Ein Beitrag zur Revision der bisherigen Auffassungen (1895).[6]
- Über den Rhythmus im Chinesischen (1896).
- Syllabar des Nanking-Dialectes oder der correcten Aussprache (正音) sammt Vocabular zum Studium der hochchinesischen Umgangssprache (1898).
- Die Schu-King-Finsterniss (1989, mit Gustav Schlegel).